# Guerge
Der Guerge ist ein Fluss in Frankreich, der in den Regionen Bretagne und Normandie verläuft. Er entspringt beim Weiler Le Château de Bouteville an der Gemeindegrenze von Les Portes du Coglais und Poilley, entwässert anfangs in nordwestlicher Richtung, dreht dann auf West bis Südwest und mündet nach rund 26 Kilometern im Gemeindegebiet von Sacey als rechter  Nebenfluss in den Couesnon. Bei Saint-James unterquert der Guerge die Autobahn A84. Auf seinem Weg durchquert der Fluss  die Départements Ille-et-Vilaine und Manche.

## Orte am Fluss
(Reihenfolge in Fließrichtung)
- Le Château de Bouteville, Gemeinde Les Portes du Coglais
- La Soisière, Gemeinde Poilley
- Valaine, Gemeinde Le Ferré
- La Porte, Gemeinde Le Ferré
- Saint-James
- La Chosnière, Villiers-le-Pré, Gemeinde Saint-James
- Argouges, Gemeinde Saint-James
- Montanel, Gemeinde Saint-James
- Sacey
- Le Gué Ferrier, Gemeinde Sacey